# 피렌체 산타 마리아 노벨라역

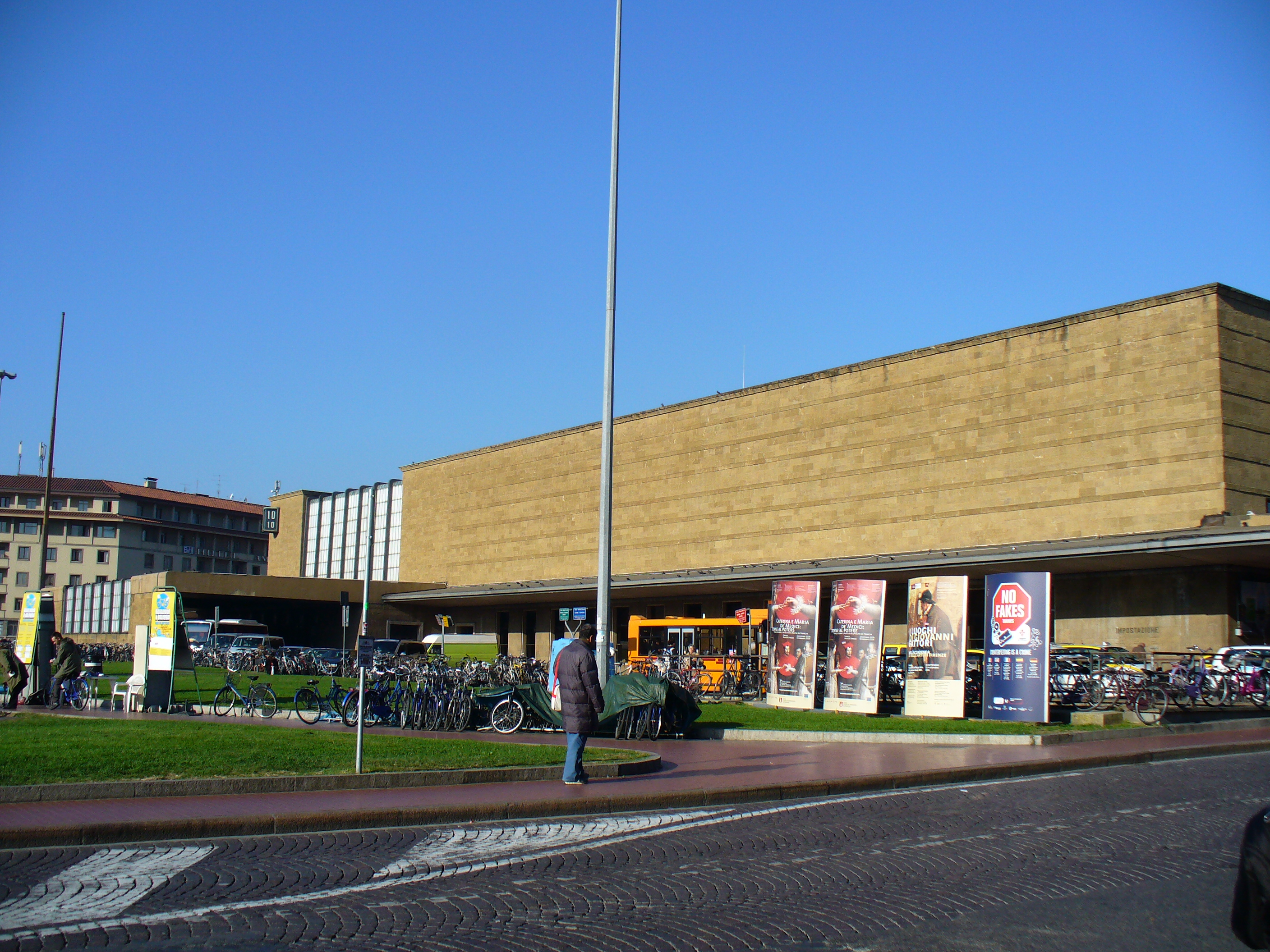
산타 마리아 노벨라 역

산타 마리아 노벨라 역(Stazione di Firenze Santa Maria Novella)은 이탈리아 피렌체에 있는 역으로, 지금의 역은 1932년 조반니 미켈루치가 디자인하였다. 1934년 문을 열었다.

## 같이 보기
- 피렌체 캄포 디 마르테역
- 이탈리아의 철도